# Pulongrambe
Pulongrambe is een bestuurslaag in het regentschap Grobogan van de provincie Midden-Java, Indonesië. Pulongrambe telt 2785 inwoners (volkstelling 2010).